# Sakeasi Butadroka
Sakeasi Butadroka est un fermier et homme politique fidjien, l'une des principales figures de l'extrême-droite ethno-nationaliste autochtone des années 1970 aux années 1990.

## Biographie
Autochtone roturier, il est d'abord un « petit homme d'affaire », ayant fondé une compagnie d'autobus dans la province de Rewa, compagnie qui fait rapidement faillite.
Il entre à la Chambre des représentants comme député pour le parti de l'Alliance aux élections législatives de 1972, les premières après l'indépendance du pays en 1970. L'Alliance ayant remporté le scrutin, le Premier ministre Ratu Kamisese Mara le nomme ministre assistant au commerce, à l'industrie et aux coopératives dans son gouvernement. En novembre 1973, il est limogé du gouvernement et exclu du parti pour avoir dit au journal le Fiji Times que le gouvernement négligeait les intérêts des Fidjiens autochtones,. À cette occasion, le magazine mensuel Pacific Islands Monthly le décrit comme « un jeune homme ardent », d'une grande sincérité mais dont « l'entêtement touche au fanatisme » et « montre de dangereux signes de devenir du racisme » contre les citoyens d'ascendence indienne. En janvier 1974, il fonde le Parti nationaliste fidjien, dont le slogan est « Fidji pour les Fidjiens » et qui réclame que les deux tiers des sièges au Parlement soient réservés aux autochtones. En octobre 1975 il introduit une motion à la Chambre des représentants demandant que l'intégralité des 283 000 citoyens fidjiens d'ascendance indienne soient déportés en Inde, bien que la plupart soient fidjiens depuis plusieurs générations. Le gouvernement et l'opposition parlementaire condamnent unanimement cette motion, rejetée par la Chambre.
Aux élections législatives de mars 1977, son Parti nationaliste s'attire les suffrages de 24 % des électeurs autochtones, bien que Sakeasi Butadroka soit le seul candidat du parti à remporter une circonscription. Après l'élection, il adopte le nœud papillon rouge qui contribuera à sa célébrité, et exige lors d'une réunion publique que le gouvernement réserve aux autochtones tous les postes de ministres, faute de quoi le sang coulerait ; il explique que son noeud papillon reflète la couleur du sang. Il est alors arrêté et inculpé pour incitation à la haine raciale. Il est condamné en août à six mois de prison. Il perd plus de la moitié de ses électeurs, et son siège de député, aux élections anticipées le mois suivant.
Il fait campagne activement mais sans succès lors des élections de 1982, le Pacific Islands Monthly remarquant qu'à cause de lui « la campagne électorale est davantage raciste que n'importe laquelle des précédentes ». En 1987, le colonel Sitiveni Rabuka renverse par la force des armes le gouvernement de coalition de gauche du Premier ministre travailliste Timoci Bavadra, et instaure une dictature militaire de transition avec pour objectif affiché de réserver le pouvoir politique dans le pays aux autochtones. Il nomme Sakeasi Butadroka ministre des Terres et des Ressources minières dans ce gouvernement,. À ce poste, Butadroka exproprie tous les propriétaires non-autochtones de terres pour les donner à des communautés autochtones, auxquelles il donne également toutes les terres propriété de l'État. Deux mois plus tard, toutefois, le colonel remet le pouvoir à Ratu Kamisese Mara, qui nomme un nouveau gouvernement de transition et n'y inclut pas Butadroka. Les expropriations foncières décidées par le régime militaire sont annulées. Sakeasi Butadroka est un opposant à ce gouvernement, et continue à exiger que la très grande majorité des sièges au Parlement soient réservés aux autochtones. 
Une nouvelle constitution imposée par le Grand Conseil des chefs en 1990 réserve aux autochtones les postes de Premier ministre et de président de la République et garantit aux autochtones une majorité absolue permanente des sièges au Parlement. Aux élections de 1992, le Front nationaliste fidjien unifié (FNFU), nouvelle version du parti de Butadroka, obtient cinq sièges à la Chambre des représentants. Le parti Soqosoqo ni Vakavulewa ni Taukei du colonel Rabuka forme un gouvernement avec l'appui du Parti des électeurs généraux et n'y inclut pas le FNFU, provoquant la colère de Sakeasi Butadroka, relégué sur les bancs de l'opposition. Il perd son siège de député aux élections anticipées de 1994. S'opposant à la nouvelle constitution de 1997 qui annule les mesures racistes de celle de 1990, il la brûle publiquement.
Il échoue à obtenir un siège aux élections de mai 1999. Il organise alors une manifestation de nationalistes autochtones à Suva contre le gouvernement travailliste issu de ce scrutin et mené par Mahendra Chaudhry. Il dépose une pétition demandant en vain au président de la République, Kamisese Mara, de limoger le nouveau Premier ministre au motif que celui-ci n'est pas autochtone. Également prédicateur laïc dans l'Église méthodiste, acquise à la cause ethno-nationaliste, Sakeasi Butadroka meurt à son domicile au village de Naboro le 2 décembre 1999.